# Rámcový vzdělávací program
Rámcový vzdělávací program (RVP) definuje státní úroveň vzdělávání v České republice v souladu s principy zformulovanými v Národním programu rozvoje vzdělávání v ČR (tzv. Bílé knize) a zakotvenými v zákoně č. 561/2004 Sb. MŠMT schválilo nové principy v politice pro vzdělávání žáků od 3 do 19 let v roce 2004. Na základě tohoto rozhodnutí došlo ke změně kurikulárních dokumentů, které jsou tak vytvářeny na dvou úrovních (státní a školské).
Rámcové programy vymezují závazné „rámce“ pro jednotlivé etapy vzdělávání (předškolní, základní a střední vzdělávání). Školní úroveň pak představuje školní vzdělávací programy (ŠVP), které si tvoří každá škola z RVP.

## Nový systém kurikulárních dokumentů

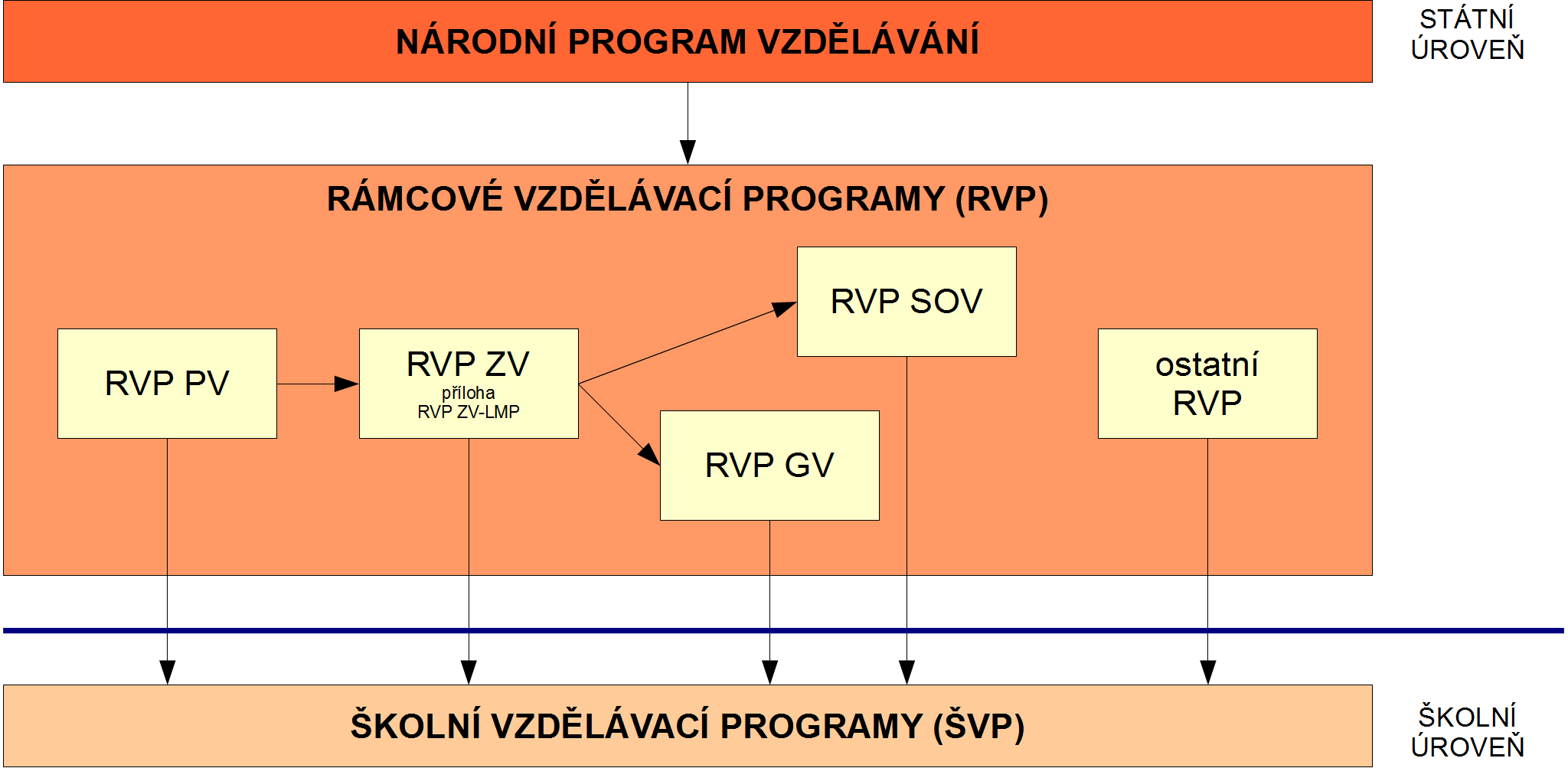
Nový systém kurikulárních dokumentů

Legenda pro diagram nového systému kurikulárních dokumentů (viz obrázek vpravo):
- RVP PV: Rámcový vzdělávací program pro předškolní vzdělávání
- RVP ZV: Rámcový vzdělávací program pro základní vzdělávání
- RVP G: Rámcový vzdělávací program pro gymnázia
- RVP SOV: Rámcové vzdělávací programy pro střední odborné vzdělávání

Ostatní RVP např.:
- RVP ZUV: Rámcový vzdělávací program pro umělecké obory základního uměleckého vzdělávání
- RVP JŠ: Rámcový vzdělávací program pro jazykové školy s právem státní jazykové zkoušky

## Povinnosti škol, vyplývající z nového školského zákona
Schválením zákona o předškolním, základním, středním, vyšším odborném a jiném vzdělávání (dále školský zákon) a Rámcového vzdělávacího programu pro základní vzdělávání (dále RVP ZV) dne 24. 8. 2004, mají všechny školy povinnost tvořit vlastní Školní vzdělávací programy (ŠVP) a vyučovat podle něj. Tyto programy jsou založeny na jejich vlastních představách a zkušenostech s výukou. Školy tak nejsou vázány tradičními osnovami, kterých se musí držet. Velmi snadno lze některé pasáže látky vynechat, zredukovat nebo prodloužit za účelem splnění základních cílů výuky. 
Pro tvorbu Školního vzdělávacího programu je školám k dispozici Manuál pro tvorbu ŠVP. Tento manuál obsahuje komplexní rozbor toho, jak ŠVP tvořit, jak by měl vypadat a co všechno by měl obsahovat.

## Hlavní změny ve vzdělávání oproti tradičním osnovám
Rámcové vzdělávací programy vycházejí z nové strategie vzdělávání, která zdůrazňuje klíčové kompetence, jejich provázanost se vzdělávacím obsahem a uplatnění získaných vědomostí a dovedností v praktickém životě. RVP vycházejí z koncepce celoživotního učení, formulují očekávanou úroveň vzdělání stanovenou pro všechny absolventy jednotlivých etap vzdělávání a podporují pedagogickou autonomii škol a profesní odpovědnost učitelů za výsledky vzdělávání. 

## Rámcový vzdělávací program pro základní vzdělávání
Rámcový vzdělávací program pro základní vzdělávání (dále jen RVP ZV) vešel v platnost v roce 2005. Od té doby prošel řadou změn a doplnění. Aktuálně nejrozsáhlejší revize RVP ZV proběhla díky Strategii 2030+ v roce 2021. Mezi hlavní body revize spadá úprava vzdělávacího obsahu pro potřeby 21. století, začlenění digitální kompetence a vzdělávací oblasti Informatika. RVP ZV chápe učivo jako prostředek osvojení očekávaných výstupů. Ty vedou k účinnému a celkovému využití získaných schopností a dovedností.

### Obsah RVP ZV
RVP ZV je rozděleno do 4 částí. První část se zabývá vymezením RVP ZV v systému kurikulárních dokumentů. Druhá část se zabývá charakteristikou základního vzdělávání. Nejrozsáhlejší třetí část obsahuje pojetí a cíle základního vzdělávání, klíčové kompetence, vzdělávací oblasti, průřezová témata a rámcový učební plán. Poslední část se zabývá výukou žáků se specifickými vzdělávacími potřebami a žáků nadaných. 

### Klíčové kompetence
RVP ZV definuje klíčové kompetence jako souhrn vědomostí, dovedností, schopností, postojů a hodnot důležitých pro osobní rozvoj a uplatnění člena společnosti.
Mezi klíčové kompetence se řadí:
- kompetence k učení
- kompetence k řešení problémů
- kompetence komunikativní
- kompetence sociální a personální
- kompetence občanské
- kompetence pracovní.
- kompetence digitální

### Vzdělávací oblasti
Vzdělávací obsah základního vzdělávání je v RVP ZV orientačně rozdělen do devíti vzdělávacích oblastí. Jednotlivé vzdělávací oblasti jsou tvořeny jedním vzdělávacím oborem nebo více obsahově blízkými vzdělávacími obory.
| vzdělávací oblast            | vzdělávací obory                                                                              |
| ---------------------------- | --------------------------------------------------------------------------------------------- |
| Jazyk a jazyková komunikace  | Český jazyk a literatura, Cizí jazyk                                                          |
| Matematika a její aplikace   | Matematika a její aplikace                                                                    |
| Informatika                  | Informatika                                                                                   |
| Člověk a jeho svět           | Člověk a jeho svět                                                                            |
| Člověk a společnost          | Dějepis, Výchova k občanství                                                                  |
| Člověk a příroda             | Fyzika, Chemie, Přírodopis, Zeměpis                                                           |
| Umění a kultura              | Hudební výchova, Výtvarná výchova                                                             |
| Člověk a zdraví              | Výchova ke zdraví, Tělesná výchova                                                            |
| Člověk a svět práce          | Člověk a svět práce                                                                           |
| Doplňující vzdělávací oblast | Dramatická výchova, Etická výchova, Filmová/audiovizuální výchova, Taneční a pohybová výchova |

### Průřezová témata
Průřezová témata (PT) reprezentují okruhy problémů soudobého světa. PT mají formovat postoje a hodnoty žáků. Tematické okruhy průřezových témat procházejí napříč vzdělávacími oblastmi. Umožňují propojení vzdělávacích obsahů jednotlivých oborů. Přispívají k ucelení vzdělávání žáků a pozitivně ovlivňují proces utváření a rozvíjení jejich klíčových kompetencí.
V RVP ZV jsou vymezena tato průřezová témata: 
- Osobnostní a sociální výchova
- Výchova demokratického občana
- Výchova k myšlení v evropských a globálních souvislostech
- Multikulturní výchova
- Environmentální výchova
- Mediální výchova